# 松平信孝 (戦国時代)
松平 信孝（まつだいら のぶたか）は、戦国時代の武将。三河国松平氏6代当主・松平信忠の子。官途名は蔵人佐。通称は与十郎。徳川家康の大叔父にあたり、一般に三木松平家初代とされる。
ただし、三木ははじめ弟の松平康孝の所領であった土地で、信孝がこれを押領したとされる経緯から、最初の所領であった合歓木（ねむのき。「械木」とも記される）の名を採り、信孝の立てた家を合歓木松平家とする解釈もある。

## 生涯

### 出自
『寛政重修諸家譜』（以下『寛政譜』）によれば、松平信忠の二男にあたる。信忠が家督を長男の清康に譲る際、信孝（蔵人）には械木（合歓木、現在の愛知県岡崎市合歓木町）を、三男の康孝には三木（現在の岡崎市上三ツ木町付近）の地を分与した。

### 松平広忠の岡崎帰還を支援
天文4年（1535年）、清康が家臣に殺害され（森山崩れ）、その子の広忠が家督を継いだが、広忠は大叔父の松平信定（桜井松平家。信孝にとっては叔父）によって岡崎城から追放された。信孝は大久保忠俊らとともに広忠の帰還を謀り、天文6年（1537年）5月1日に広忠は岡崎への帰城に成功した。
一方で、現存する古文書からは森山崩れの直後から、岡崎城主もしくはその代行を意味する「御城様」という表現が信定に対して使われてきたが、天文6年3月以降にその対象が信孝に変わっていることが判明する。これは広忠帰還以前に信定が岡崎城を信孝に譲っていたとする理解も可能であり、信定・信孝・広忠（およびその擁立勢力）の三者の関係について、通説と史実が異なっている可能性が高いことを示している。
弟の康孝が没すると、信孝が三木城に拠点を移した。「三木松平」という家名は信孝が三木に住したことによる。『寛政譜』によれば、信孝は広忠に重く用いられたが、やがて権勢をふるって増長し、松平親長（岩津松平家）や、弟の康孝の遺領を押領したという。

### 失脚
『寛政譜』は、「岡崎の老臣等」が信孝の増長を警戒し、第二の信定となる危惧を広忠に告げ、信孝を失脚させたという事情を載せる。
『角川地名大辞典』によれば、天文12年（1543年）6月に広忠が三木城を攻撃したという。
天文16年（1547年）正月、信孝が今川家に年始の使者として派遣されている留守中に、妻子や家臣が岡崎から追放された。信孝は広忠をないがしろにする心はないと弁明し、今川義元に調停を要請したが、広忠や「岡崎の老臣等」との関係修復は実現しなかった。
なお、小川雄は、松平氏と水野氏が同盟が結ばれた時期が信孝が後見をしていた時期であることを指摘し、広忠と於大の方（水野忠政の娘）の婚姻も信孝が主導したもので、彼が追放された結果として信孝と結んでいた水野氏との同盟も終了して、広忠は於大の方と離縁したとする説を唱えている。
また、小林輝久彦は、信孝が追放された一因として、今川氏の三河進出への対応策として今川方である牧野氏に長沢を譲って手を結ぶことを画策していて、水野信元もそれに加担していたこと、今川義元への挨拶の目的もその承認要請の意図があったとしている。
更に、茶園紘己は史料から天文12年（1543年）まで信孝が松平氏の「名代」であったことが確認できるとした上で、信孝と阿部定吉をはじめとする松平氏重臣層（『寛政譜』における「岡崎の老臣等」）との間に対立があり、定吉らが広忠の同意を得て排除したとしている。
森山崩れそのものを松平氏の内部対立に由来する家臣団の謀反とみる村岡幹生は、広忠帰還の段階から信孝と広忠を擁立した重臣層（今川氏の支持を受けて勝利した謀反側）の間で後見を巡る主導権争いがあったとしている。

### 離反と戦死

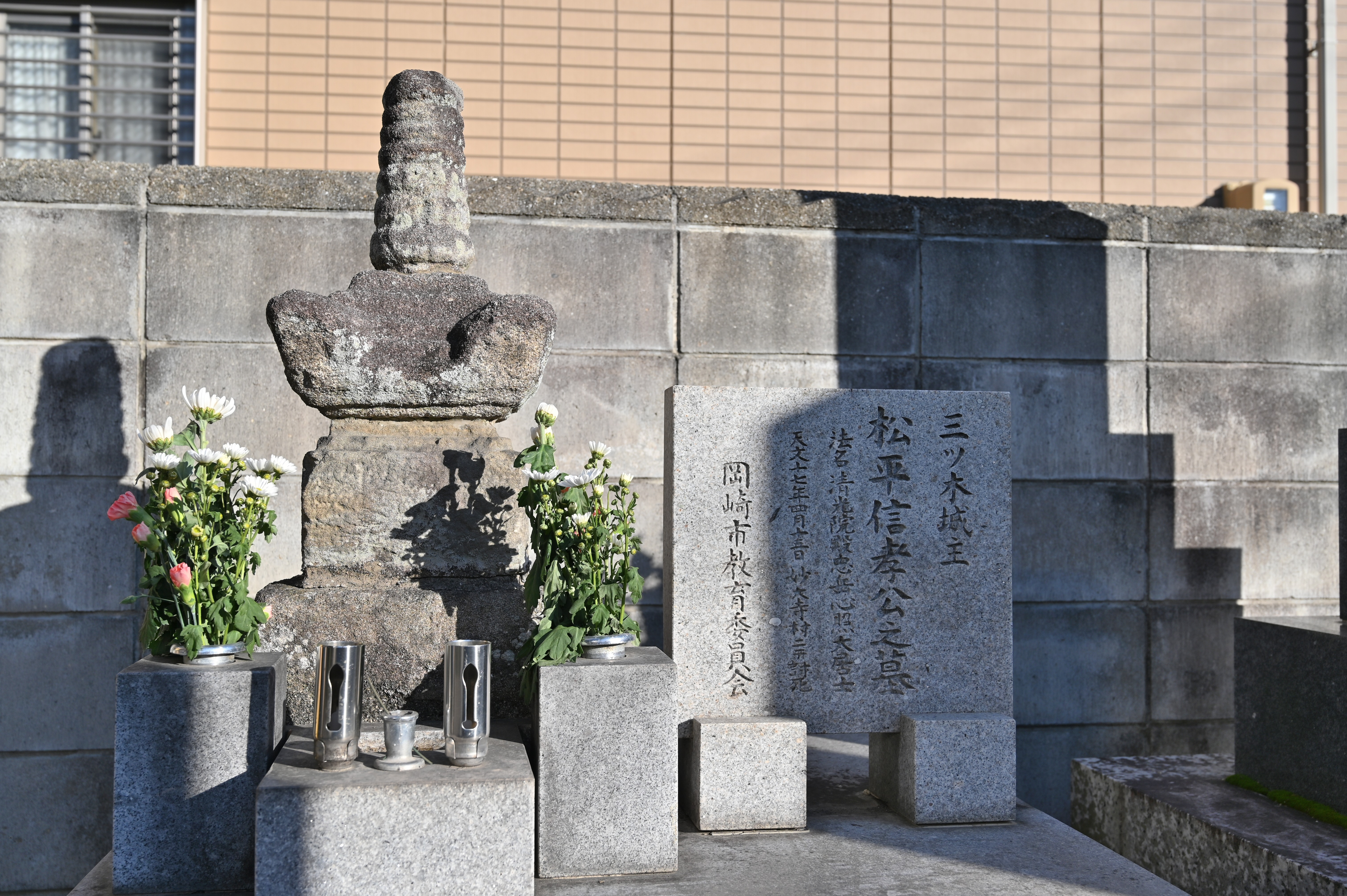
浄珠院にある松平信孝の墓

『寛政譜』によれば、上和田城主松平忠倫に与して織田信秀に通じ、三木と「岡」の両城に拠って広忠から離反した。信孝の拠った「岡の城」の所在は未確定であるが、岡崎南東の岡村（岡崎市岡町）の岡城とする説と、岡崎南西の大岡郷（安城市山崎町周辺）の山崎城とする説がある。
小豆坂の戦いの後、天文17年（1548年）4月15日に信孝は岡崎城を攻撃しようと明大寺村（現在の岡崎市明大寺町）に出陣したが、六所神社の鳥居前の菅生河原の道（耳取縄手）で広忠軍が射た矢に左の脇に当たり、ついには上田元俊によって討ち取られた（安城合戦・耳取縄手の戦い）。『三河物語』によれば、信孝の首を見た広忠は「この度、敵をなし給う事も、ちがいめ更になければ、恨みと更に思わず」（敵とはなってしまったが、気持ちの違いは全くなかったのだから、恨みとはまったく思っていない）とつぶやいたとある。
上田元俊は、信孝を討った際に生涯歩行が困難になる傷を負った。のちに家康の命によって、信孝の次女が元俊に嫁いだ。この際、元俊が小禄であったために、信孝の娘には化粧料が与えられた。